# 阿斯蒂加拉加
阿斯蒂加拉加（西班牙語：Astigarraga）是西班牙巴斯克自治区吉普斯夸省的一个市镇。总面积12平方公里，总人口3751人（2001年），人口密度313人/平方公里。